# Favela do Moinho
A Favela do Moinho está localizada no bairro de Campos Elíseos, distrito de Santa Cecília, região central de São Paulo, sob o Viaduto Engenheiro Orlando Murgel. Apresenta aproximadamente 375 domicílios que ocupam uma área de 26 633,60 metros quadrados.
Em 2025, num acordo entre Governo Federal e o Governo Estadual de São Paulo, a favela entrou em processo de desocupação; seu local dará espaço à criação do Parque do Moinho, iniciativa que visa devolver o espaço público à cidade e impedir novas ocupações irregulares, além do combate ao crime organizado na região.

## História
A favela, localizada na região central da cidade de São Paulo, é um símbolo da resistência urbana e das contradições sociais que caracterizam as grandes metrópoles brasileiras. Surgida no final da década de 1980 e início dos anos 1990, a comunidade ocupa um terreno que abrigava um antigo moinho industrial, localizado próximo à Estação Júlio Prestes e à linha férrea da CPTM. O moinho processava farinha e fabricava ração, e foi desativado na década de 1980. A proximidade com o centro, onde há maior oferta de empregos e serviços, atraiu famílias de baixa renda que, ao longo dos anos, transformaram o espaço em sua moradia, mesmo sem apoio do poder público ou planejamento urbano. 
Diferentemente de outras comunidades periféricas de São Paulo, a Favela do Moinho está inserida em uma área central, cercada por infraestrutura urbana e edifícios históricos. Essa localização estratégica é um fator de constante conflito, pois o terreno desperta o interesse do mercado imobiliário, que vê no espaço uma oportunidade para empreendimentos comerciais e habitacionais de alto padrão.  A favela enfrenta décadas de negligência do poder público, com infraestrutura precária, ausência de saneamento básico adequado, fornecimento irregular de água, falta de pavimentação e serviços essenciais como coleta de lixo.

## Incêndios
Além das dificuldades cotidianas, os moradores convivem com o risco constante de tragédias. A comunidade já foi palco de dois grandes incêndios, em 2011 e 2012, que deixaram centenas de desabrigados e resultaram em mortes. Essas tragédias evidenciam a vulnerabilidade da comunidade e a ausência de políticas públicas eficazes para prevenir desastres em áreas de habitação precária. A falta de fiscalização, as condições das moradias e a negligência histórica com os moradores aumentam a probabilidade de novos incidentes, tornando urgente a adoção de medidas preventivas.

## Tentativas de remoção
Havia um projeto da Prefeitura para transformação do ambiente, tranferindo seus moradores para conjuntos habitacionais.  Além disso, o projeto contemplava a instalação de uma atração turística ferroviária, conhecida como "Trem do Moinho", e o remanejamento da linha 8-Diamante da CPTM, que seria desativada em um trecho específico para dar lugar a um espaço cultural.
A favela é frequentemente vista como um "problema urbano" por parte da sociedade e do poder público, o que reforça pressões por despejos e remoções. Contudo, especialistas em urbanismo defendem que a solução para os problemas da favela não está na remoção de seus moradores, mas na implementação de políticas de regularização fundiária e urbanização.
Em maio de 2025, novos conflitos eclodiram na favela devido ao projeto da gestão Tarcísio de Freitas de remover definitivamente a favela para tranformar o terreno em um parque. O Governo Federal, proprietário do terreno onde está localizada a favela, condicionou a transferência da propriedade, mediante garantia de reassentamento de todos os moradores de maneira pacífica, razão pela qual a cessão do terreno foi suspensa devido aos protestos de moradores contra a atuação truculenta da Polícia Militar do Estado de São Paulo, que passou a demolir casas e hostilizar moradores.
Posteriormente, após muita pressão e luta dos moradores, os Governos Federal e Estadual entraram em acordo, anunciado pelo Ministro das Cidades, Jader Filho, condicionado ao fim da violência policial.

Pelo acordo, cada família do Moinho irá receber 250 mil reais para a compra de um imóvel do programa Minha Casa, Minha Vida, sendo 180 mil reais pagos pelo Governo Federal e 70 mil reais pelo Governo Estadual. As famílias também serão beneficiadas com 1 200 reais de aluguel social, até que encontrem uma nova moradia definitiva.